# 道幸哲也
道幸 哲也（どうこう てつなり、1947年11月13日 - 2023年8月20日）は、日本の法学者。専門は労働法。学位は、法学博士（北海道大学・論文博士・1988年）。北海道大学名誉教授。元放送大学教授。

## 経歴
（出典）
- 1947年11月 - 北海道函館市生まれ
- 1970年3月 - 北海道大学法学部卒業
- 1972年3月 - 北海道大学大学院法学研究科修士課程（民事法）修了
- 1972年4月 - 北海道大学法学部助手
- 1975年4月 - 小樽商科大学商学部専任講師
- 1976年4月 - 小樽商科大学商学部助教授
- 1982年5月 - 北海道労働委員会公益委員
- 1983年4月 - 北海道大学法学部助教授
- 1983年5月 - 北海道最低賃金審議会委員
- 1985年6月 - 北海道大学法学部教授
- 1988年3月 - 冲永賞受賞（受賞作：『不当労働行為救済の法理論』）
- 1988年3月 - 北海道大学より博士（法学）の学位を取得。
- 2000年4月 - 北海道大学大学院法学研究科教授
- 2004年4月 - 北海道大学法科大学院教授を兼担
- 2008年10月 - 北海道労働委員会会長
- 2011年3月 - 北海道大学を定年退職
- 2011年4月 - 放送大学教養学部教授 北海道大学名誉教授
- 2016年3月 - 放送大学教養学部客員教授
- 2018年3月 - 放送大学を定年退職。一般社団法人日本ワークルール検定協会代表理事
- 2023年8月20日 - 心不全のため北海道大学病院で死去[2]。75歳没。死没日付をもって正四位に叙され、瑞宝中綬章を追贈された[3]。

日本労働法学会代表理事（2005 - 2007年）を務めた。このほか、北海道労働委員会会長、北海道地方最低賃金審議会会長、NPO法人「職場の権利教育ネットワーク」代表理事を歴任した。

## 研究内容
- 不当労働行為を中心に労働委員会制度、労働契約等を研究。職場での自立・プライバシーについても研究対象としている。
- 道幸は、アメリカ法学に基づいて、労働組合活動を公正代表義務の観点から自説を展開しており、労働協約など締結時に組合内少数派を保護する為にも、組合には全組合員の利益を公正に代表する法的義務があり、具体的に公正代表として使用者に対し、労働条件の設定、契約の雛形の提示、特定組合員の個別的権利・利益を代弁する、公正代表するシステムを通じて紛争処理をするなど少数説・1人説を唱えており、「公正代表義務論」に立脚しているといえる[4]。

## 主要著書
- 『多様なキャリアを考える』（共編、放送大学教育振興会、2015年
- 『グローバル化と私たちの社会』（共著、放送大学教育振興会、2015年）
- 『労働委員会の役割と不当労働行為法理―組合活動を支える仕組みと法』（日本評論社、2014年）
- 『判例ナビゲーション労働法』（共著、日本評論社、2014年）
- 『18歳から考えるワークルール』（共編、法律文化社、2012年）
- 『教室で学ぶワークルール』（旬報社、2012年）
- 『市民社会と法』（共編、放送大学教育振興会、2012年）
- 『労働組合法（別冊法学セミナ－）』（共編、日本評論社、2011年）
- 『労働組合の変貌と労使関係法』（信山社、2010年）
- 『パワハラにならない叱り方－人間関係のワークルール』（旬報社、2010年）
- 『ワークルールの基礎 しっかりわかる労働法』（旬報社、2009年）
- 『変貌する労働時間法理 －《働くこと》を考える－』（共編、法律文化社、2009年）
- 『不当労働行為の成立要件』（信山社、2007年）
- 『15歳のワークルール』（旬報社、2007年）
- 『職場はどうなる 労働契約法制の課題』（共著、明石書店、2006年）
- 『労使関係法における誠実と公正』（旬報社、2006年）
- 『労働組合活用のルール』（旬報社、2006年第2版・2001年初版）
- 『成果主義時代のワークルール』（旬報社、2005年）
- 『不当労働行為法理の基本構造』（北海道大学図書刊行会、2002年）
- 『不当労働行為の行政救済の法理』（信山社出版、1998年）
- 『「市民」の時代 法と政治からの接近』（共著、北海道大学図書刊行会、1998年）
- 『リストラ時代 雇用をめぐる法律問題』（共著、旬報社、1998年）
- 『職場における自立とプライヴァシー』（日本評論社、1995年）
- 『労使関係のルール 不当労働行為と労働委員会』（旬報社、1995年）
- 『現代労働法入門（現代法双書）』（共著、法律文化社、1995年第3版・1979年初版）
- 『不当労働行為救済の法理論』（有斐閣、1988年）

## 門下生
ゼミの指導学生に加藤智章北海道大学名誉教授など。